# Lee-Enfield
Lee-Enfield je bila znana britanska puška repetirka z valjastim zaklepom, ki jo je v prvi polovici 20. stoletja množično uporabljala britanska vojska in ostale vojske Commonwealtha. Puška je bila razvita leta 1895 na podlagi puške Lee-Metford, ki je leta 1888 zamenjala zastareli enostrelki Martini-Henry in Martini-Enfield. Ime je dobila po Jamesu Parisu Leeju, ki je zasnoval zaklep in shrambo za naboje ter po tovarni, Royal Small Arms Factory, ki se je nahajala v mestu Enfield.
Puška je uporabljala vrtljivi valjasti zaklep ter britansko strelivo kalibra .303 (7,7x56 R). Polnila se je z desetimi naboji od zgoraj, skozi odprt zaklep. Orožje je bilo dolgo 1.130 mm in je tehtalo približno 4 kg. V britansko vojsko je puška prišla leta 1895 in se hitro uveljavila.  Izredno dobro se je izkazala med prvo svetovno vojno ter tako postala standardno orožje britanske vojske  in vojsk  Commonwealtha. Med obema vojnama je doživela številne predelave in izboljšave ter se med drugo svetovno vojno ponovno izkazala kot odlično orožje. Zaradi svoje zanesljivosti in robustnosti so jo veliko uporabljale tudi Kanada, Indija in Južna Afrika ter številne druge države. Zelo dobro se je uveljavila tudi na civilnem trgu. Zaradi široke uporabe in svoje značilne oblike je postala simbol britanskega imperija. V uporabi britanske vojske je ostala vse do leta 1957, ko jo je zamenjala belgijska polavtomatska puška FN FAL. Primerke tega orožja je britanska vojska, kot ostrostrelne puške, uporabljala vse do leta 1990. Do današnjega dne je bilo izdelanih 17 milijonov pušk, ki so v nekaterih manj razvitih državah še vedno v uporabi s strani policije in raznih upornikov.

## Izvedbe puške
| Model/Mark                             | V uporabi                                |
| -------------------------------------- | ---------------------------------------- |
| Magazine Lee-Enfield                   | 1895–1926                                |
| Charger Loading Lee-Enfield            | 1906–1926                                |
| Short Magazine Lee-Enfield Mk I        | 1904–1926                                |
| Short Magazine Lee-Enfield Mk II       | 1906–1927                                |
| Short Magazine Lee-Enfield Mk III/III* | 1907–do danes                            |
| Short Magazine Lee-Enfield Mk V        | 1922–1924 (preizkusna; 20,000 izdelanih) |
| Rifle No. 1 Mk VI                      | 1930–1933 (preizkusna; 1,025 izdelanih)  |
| Rifle No. 4 Mk I                       | 1941–do danes                            |
| Rifle No. 4 Mk I*                      | 1942–do danes                            |
| Rifle No 5 Mk I "Jungle Carbine"       | 1944–do danes                            |
| Rifle No. 4 Mk 2                       | 1949–do danes                            |
| Rifle 7.62mm 2A                        | 1964–do danes                            |
| Rifle 7.62mm 2A1                       | 1965–do danes                            |